# Dušan Čehovin
Dušan Čehovin, slovenski ekonomist in politik, * 20. maj 1923, Gornja Branica, † 29. maj 2011, Ljubljana
Leta 1943 se je pridružil narodnoosvobodilni borbi. Diplomiral je na Ekonomski fakulteti v Ljubljani. Od leta 1963 je delal v zveznih organih Socialistične federativne republike Jugoslavije v Beogradu, med drugim je bil: pomočnik zveznega sekretarja za splošne gospodarske zadeve (1963–1965), pomočnik zveznega sekretarja za industrijo in trgovino (1965–1968), pomočnik zveznega sekretarja za gospodarstvo (1968–1970) in do 1972 sekretar zveznega izvršnega sveta SFRJ za spremljanje gospodarskih gibanj. Leta 1974 je postal sekretar izvršnega sveta Skupščine Socialistične republike Slovenije.